# Longzhong (sockenhuvudort i Kina, Hubei Sheng, lat 32,01, long 112,08)
Longzhong (kinesiska: 隆中, 隆中街道) är en sockenhuvudort i Kina. Den ligger i provinsen Hubei, i den centrala delen av landet, omkring 260 kilometer nordväst om provinshuvudstaden Wuhan. Antalet invånare är 44 387. Befolkningen består av 23 064 kvinnor och 21 323 män. Barn under 15 år utgör 5,0 %, vuxna 15-64 år 91 %, och äldre över 65 år 3,0 %.
Runt Longzhong är det tätbefolkat, med 343 invånare per kvadratkilometer. Närmaste större samhälle är Xiangyang, 6,9 km nordost om Longzhong. Trakten runt Longzhong består till största delen av jordbruksmark.
Genomsnittlig årsnederbörd är 1 060 millimeter. Den regnigaste månaden är augusti, med i genomsnitt 176 mm nederbörd, och den torraste är december, med 19 mm nederbörd.